# 加藤敏幸
加藤 敏幸（かとう としゆき、1949年2月16日 ‐ ）は、日本の政治家。
前参議院議員（2期）。民進党参議院国会対策委員長、参議院外交防衛委員長、国土交通委員長、外務大臣政務官（野田内閣）を歴任。

## 概要
愛媛県新居浜市出身。
1969年、新居浜工業高等専門学校を卒業し、三菱電機に入社。同社労働組合支部委員長・委員長や全日本民間労働組合協議会事務局次長・日本労働組合総連合会組織局長などを歴任。
2004年の第20回参議院議員通常選挙で電機連合の支援を得て比例区から立候補し、初当選。
2010年に行われた第22回参議院議員通常選挙で再選。
2011年9月、野田内閣発足に伴い、外務大臣政務官に就任。その後、参議院外交防衛委員長に就任した。
2012年12月、野党転落後の海江田万里代表の下で選挙対策委員長に就任した。
2013年8月7日、参議院国土交通委員長に就任。
2015年1月に行われた民主党代表選挙では、元幹事長・細野豪志の推薦人に名を連ねた。
2015年10月、民主党参議院国会対策委員長に就任。
2016年の第24回参議院議員通常選挙には立候補せず引退。後継は矢田稚子。
2019年5月21日発令の春の叙勲で、旭日重光章を受章。

## 役職
- 三菱電機労働組合通信機支部 執行委員長（1982年）
- 三菱電機労働組合 中央執行委員長（2003年）
- 電機連合顧問（2004年～）
- 民主党労働局長（2005年）
- 参議院議院運営委員会 理事（2006年）
- 民主党参議院国対委員長代理
- 参議院総務委員会 理事（2007年）
- 民主党組織委員会 委員長代理（2008年）
- 民主党「次の内閣」 総務副大臣（2009年）
- 民主党愛媛県連 代表
- 外務大臣政務官（2011年）
- 民主党選挙対策委員長（2012年）
- 民主党参議院国対委員長（2015年～2016年）
- 民進党参議院国会対策委員長（2016年）

## 政策
- 強いものづくり日本で日本の経済再建[3]
- あんしんな日本の実現[3]
- 行政改革の推進[3]
- 環境日本をめざす[3]
- 選択的夫婦別姓制度に賛同する[4]。

## 人物
- 趣味は料理、写真[5]。
  - 自慢の料理は、タンシチュー、三色テリーヌ、四国風おでん、牛スジ煮込み[5]。
- 好きな作家は司馬遼太郎。よく読む本は三国志、十八史略などの中国の歴史物[5]。